# Maria Viganò

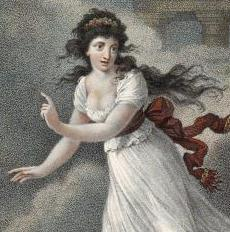
Maria Viganò als Terpsichore

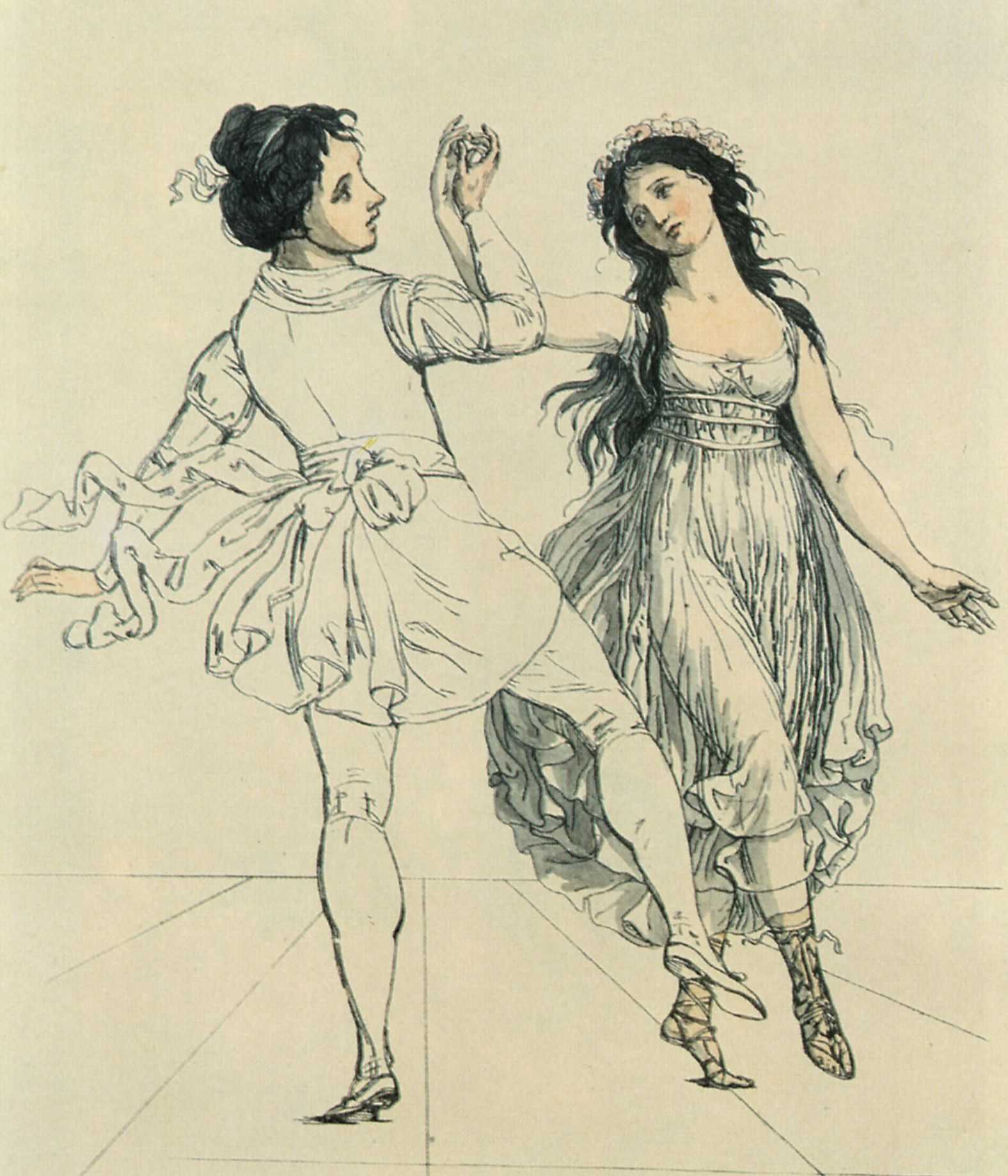
Das Tänzerpaar Viganò (Zeichnung von Johann Gottfried Schadow, um 1797)

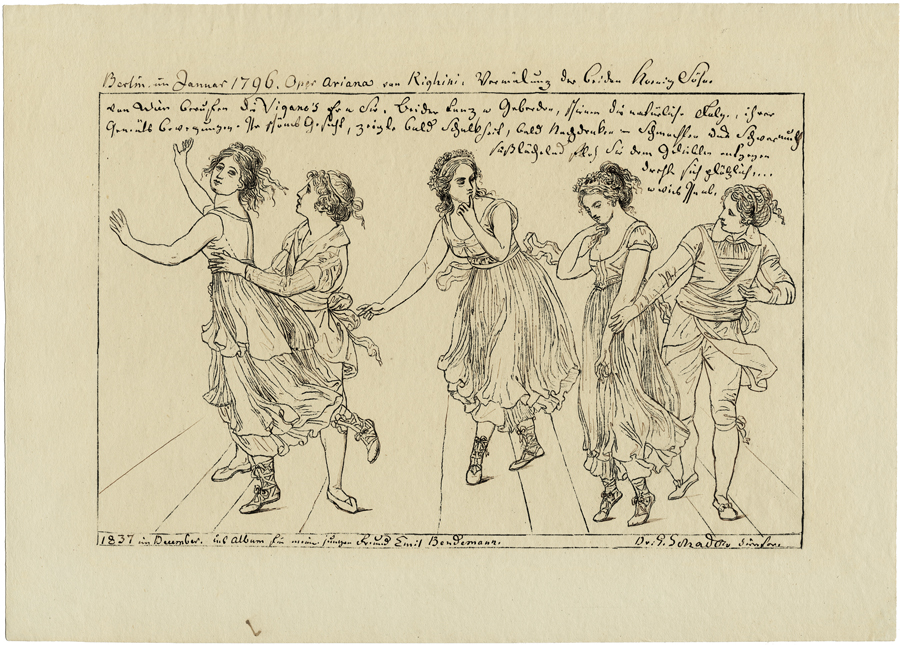
Maria und Salvatore Viganò in der Oper Il trionfo d'Arianna von Vincenzo Righini (Berlin, Januar 1796)

Josefa Maria Viganò (geb. Mayer, Künstlername vor der Heirat Maria Medina; * 1769 in Wien; † 1821 in Paris) war eine österreichische Balletttänzerin und Mitglied der Wiener Hofoper.
Sie hat als erste Tänzerin ein fleischfarbenes Trikot getragen. Diese Auftritte an der Wiener Hofoper 1793 erregten dadurch, dass die Tänzerin scheinbar weitgehend nackt tanzte, ein ungeheures Aufsehen und bewirkten in der Folge eine Umwälzung der Ballettkunst.
Die immense Popularität der Tänzerin ging so weit, dass, als sie während einer Schwangerschaft weiterhin auftrat, die Damen der Gesellschaft sie nachahmend begannen, sich den Unterleib auszupolstern, was man Viganobauch nannte. Nicht jeder war begeistert. Die Wiener Schriftstellerin Caroline Pichler schrieb:
In dem sogenannten rosenfarbenen pas de deux hatte Madame Vigano über dem Trikot, der ihren ganzen Leib umgab, nichts an als drei bis vier flatternde Röckchen von Krepp, immer eines kürzer wie das andere, und alle zusammen mit einem Gürtel von dunkelbraunem Band um die Mitte des leibes festgebunden. Eigentlich also war dies Band das einzige Kleidungsstück, das sie bedeckte, denn der Krepp verhüllte nichts, im Tanze flogen auch oft noch diese Röckchen oder eigentlich Falbalas und ließen dem Publikum den ganzen Körper der Tänzerin in fleischfarbenem Trikot, der die Haut nachahmte, also scheinbar ganz entblößte, sehen.
Das Urteil zu ihrem Tanz war dennoch positiv:
Mir kam das empörend frech vor; dennoch mußte ich gestehen, daß die Bewegungen dieser Künstlerin hinreißend anmutig, ihr Mienenspiel voll Ausdruck (sie war noch überdies sehr hübsch), ihre Pantomime meisterhaft waren. Die Sensation, welche diese Frau und die Ballette, welche ihr Mann aufführte, hier machten, war ungeheuer; sie waren aber auch zugleich der Wendepunkt der alten und neuen Kunst sowie des alten und neuen Geschmackes.
Sie trat zusammen mit ihrem Mann auf, dem Tänzer Salvatore Viganò, den sie 1789 geheiratet hatte. 
Bei einem Gastspiel in Berlin machte der Künstler Johann Gottfried Schadow während einer Tanzdarbietung Bewegungsskizzen des Paares und führte auf deren Grundlage mehrere Zeichnungen und Radierung aus.
Anlässlich der Übersendung entsprechender Radierungen fand sogar Goethe Anlass zum Lob:
Der allgemeine Beyfall den Madame Vigano erhält zeigt freylich daß sie selbst mit großer Energie auf einen reinen Styl arbeitet, dem denn sich doch in der Kunstwelt, wenn die Menschen einmal die Augen aufthun, nichts an die Seite setzen kann.
1799 ließ ihr Mann sich von ihr scheiden. Maria Viganò starb 1821 in Paris.

## Einzelnachweise

Maria Viganò (Zeichnungen von Johann Gottfried Schadow)
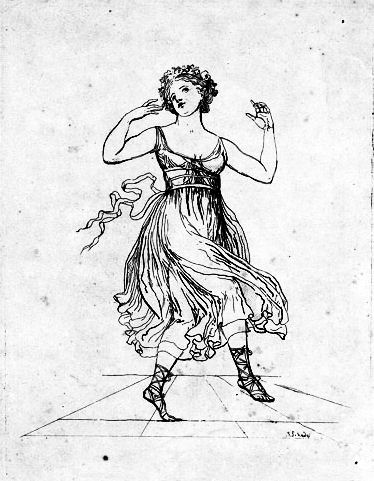
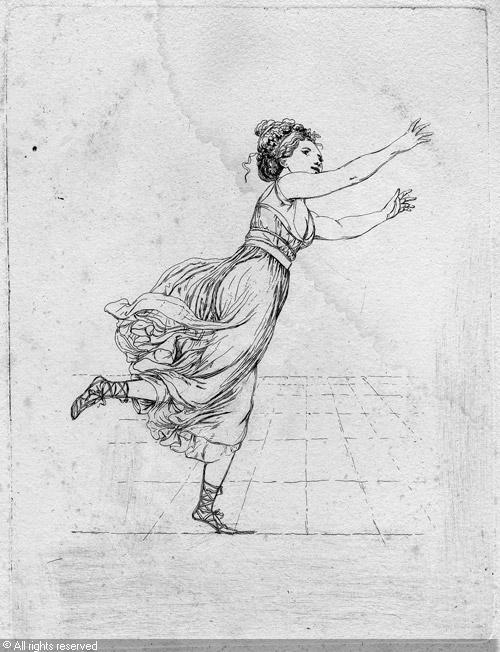
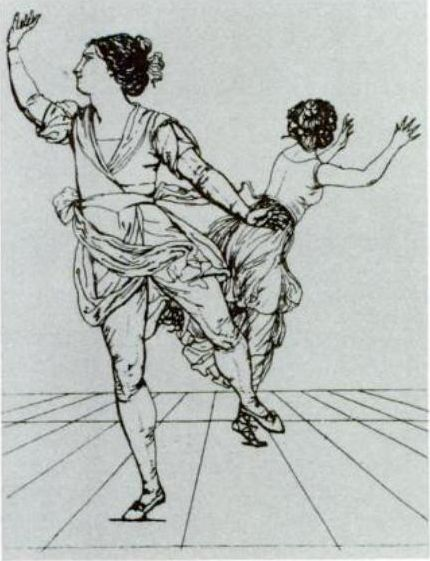
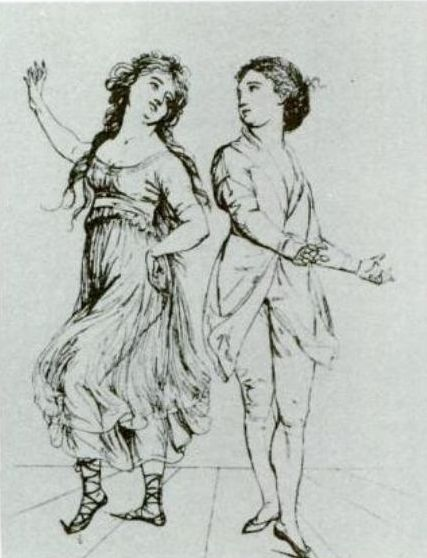